# Racémique
En chimie, un racémique ou racémate est un mélange en proportions égales des énantiomères lévogyre et dextrogyre d'un composé chiral. Autrement dit, pour le cas des molécules contenant un seul carbone asymétrique, fréquentes en chimie organique, un racémique contient à proportions égales les deux formes (R,S) selon la nomenclature des configurations absolues (règles de Cahn, Ingold et Prelog).
Le premier racémique identifié comme tel fut l'acide racémique que Louis Pasteur analysa comme étant un mélange de deux stéréoisomères d'un dérivé de l'acide tartrique, le tartrate d'ammonium et de sodium.
Le pouvoir rotatoire de ses deux composants s'annulant, un racémique ne fait pas dévier le plan de polarisation de la lumière polarisée, il est donc optiquement inactif.
Le terme « mélange racémique » est déconseillé par l'UICPA, un racémique étant, par définition, un mélange.
La datation par racémisation des acides aminés est une méthode qui s'est développée depuis 1970. Fonction du temps et de la température, elle s'applique aux matières organiques, comme les os et coquilles et repose sur un double phénomène : la capacité des êtres vivants à produire des acides aminés avec une configuration spécifique ; la conversion de ces acides aminés, dits L ou lévogyres, en acides aminés D ou dextrogyres, après la mort de l'organisme. Les plages chronologiques concernées peuvent correspondre aux quelques derniers millénaires ou à plusieurs millions d'années mais cette méthode doit être utilisée avec prudence car la cinétique de racémisation dépend des conditions environnementales et le système à dater doit être considéré comme fermé vis-à-vis des acides aminés.